# Звиадаури, Зураб
Зураб Звиадаури (ზურაბ ზვიადაური, род. 2 июля 1981 года в Хевсурети, Грузинская ССР) — грузинский дзюдоист, олимпийский чемпион 2004 года в весовой категории до 90 кг, серебряный призёр чемпионатов мира 2001 и 2003, бронзовый призёр чемпионата Европы 2002 года.

## Биография
В 2004 году на Олимпиаде в Афинах Звиадаури стал первым олимпийским чемпионом в истории независимой Грузии. На той же Олимпиаде через 3 дня после Звиадаури вторую золотую награду грузинам принёс тяжелоатлет Георгий Асанидзе.
Двоюродный брат Зураба Джарджи Звиадаури (род. 1986), который после переезда в Грецию выступает под именем Илиас Илиадис, также стал олимпийским чемпионом Афин по дзюдо в категории до 81 кг, причём на тот момент ему официально было всего 17 лет.
Выступал в соревнованиях по смешанным боевым искусствам, подписав контракт с японской промоутерской группой «World Victory Road»..
С 2013 года — депутат парламента Грузии 5 созыва от партии Грузинская мечта — Демократическая Грузия, руководитель комитета по охране окружающей среды и природным ресурсам.
Зураб Звиадаури является крёстным отцом Лаши Бекаури, олимпийского чемпиона по дзюдо.
16 августа 2021 года Зураб Звиадаури был задержан и позднее приговорен к предварительному заключению по статье «Умышленное убийство при отягчающих обстоятельствах» в рамках расследования уголовного дела о тройном убийстве в селе Цинандали в Кахетии, в котором погиб, в том числе, его старший брат Заур Звиадаури. В конце ноября 2021 года был освобождён под залог.

## Награды
- Президентский орден «Сияние» (Грузия, 2018)[8]

## Видео
- Зураб Звиадаури на Олимпийских играх 2004 года